# Marie Knitschke
Marie Knitschke, nata Axmann (Mährisch-Schönberg, 3 maggio 1857 – Mährisch-Schönberg, 14 dicembre 1940), è stata una scrittrice austriaca membro della minoranza tedesca di Moravia.

## Biografia
Figlia del commerciante Rudolf Axmann, sposò Adolf Knitschke, dal quale tuttavia si separò presto.
Per mantenere i tre figli, lavorò come insegnante di pianoforte e come scrittrice e drammaturga. Le sue opere più note sono commedie (perlopiù con protagoniste femminili), romanzi d'appendice e racconti, anche in dialetto.
Scrisse anche diverse opere sui processi alle streghe in Moravia alla fine del 17º secolo.

## Opere (parziale)

### Commedie
- Die Tante aus der Provinz, 1891
- Johannistrieb, 1891
- Fräulein Doktor, 1893
- Eine Neujahrsnacht, 1893
- Auf ungewöhnlichen Wegen, 1894
- Kuckuck, 1895
- In die Falle gegangen!, 1895
- Am Telephon, 1895
- Großväterchens Geburtstag, 1898
- Eine Vorprüfung im Mädchenpensionat, 1907
- Alt-Schönberg, 1909
- Die Schwesternkirchen, 1911

### Poemi epici in versi
- Agneta, die Hexe von Ullersdorf, 1912

### Raccolte di racconti e poesie
- Erlebtes und Erdachtes, 1. Bdchn, 1892
- Erlebtes und Erdachtes, 2. Bdchn, 1892